# Thouinidium pinnatum
Thouinidium pinnatum är en kinesträdsväxtart som beskrevs av Ludwig Radlkofer. Thouinidium pinnatum ingår i släktet Thouinidium och familjen kinesträdsväxter. Inga underarter finns listade i Catalogue of Life.